# Genoa City
Genoa City ist eine Gemeinde (mit dem Status „Village“) im Walworth County und zu einem kleineren Teil im Kenosha County im US-amerikanischen Bundesstaat Wisconsin. Im Jahr 2010 hatte Genoa City 3042 Einwohner.

## Geografie
Genoa City liegt im Südosten Wisconsins, unmittelbar an der Grenze zum südlich anschließenden Bundesstaat Illinois. Durchflossen wird die Stadt vom North Branch Nippersink Creek, der über den Fox und den Illinois River zum Stromgebiet des Mississippi gehört.
Die geografischen Koordinaten von Genoa City sind 42°29′54″ nördlicher Breite und 88°19′41″ westlicher Länge. Das Gemeindegebiet erstreckt sich über eine Fläche von 6,06 km². 
Nachbarorte von Genoa City sind Powers Lake (10 km nordnordöstlich), Twin Lakes (8,7 km nordöstlich), Channel Lake in Illinois (17,8 km östlich), Richmond in Illinois (an der südöstlichen Ortsgrenze), Wonder Lake in Illinois (14,5 km südlich), Hebron in Illinois (11,1 km westsüdwestlich), Fontana (25,1 km westnordwestlich), Bloomfield (6 km nordwestlich) und Lake Geneva (14 km nordwestlich).
Die nächstgelegenen größeren Städte sind Wisconsins größte Stadt Milwaukee (81 km nordnordöstlich), Chicago in Illinois (104 km südöstlich), Rockford in Illinois (78 km westsüdwestlich) und Wisconsins Hauptstadt Madison (130 km nordwestlich).

## Verkehr
Der U.S. Highway 12 führt in Nord-Süd-Richtung als Hauptstraße durch Genoa City. Im Gemeindegebiet treffen zudem noch die County Highways B, H, O, P und U zusammen. Alle weiteren Straßen sind untergeordnete Landstraßen, teils unbefestigte Fahrwege sowie innerörtliche Verbindungsstraßen.
Die nächsten Flughäfen sind der Dane County Regional Airport in Madison (133 km nordwestlich), der Milwaukee Mitchell International Airport in Milwaukee (75,6 km nordnordöstlich), der Chicago O’Hare International Airport (80 km südsüdöstlich) und der Chicago Rockford International Airport (85 km westsüdwestlich).

## Bevölkerung
Nach der Volkszählung im Jahr 2010 lebten in Genoa City 3042 Menschen in 1072 Haushalten. Die Bevölkerungsdichte betrug 502 Einwohner pro Quadratkilometer. In den 1072 Haushalten lebten statistisch je 2,82 Personen. 
Ethnisch betrachtet setzte sich die Bevölkerung zusammen aus 95,4 Prozent Weißen, 0,7 Prozent Afroamerikanern, 0,3 Prozent amerikanischen Ureinwohnern, 0,4 Prozent Asiaten sowie 1,9 Prozent aus anderen ethnischen Gruppen; 1,3 Prozent stammten von zwei oder mehr Ethnien ab. Unabhängig von der ethnischen Zugehörigkeit waren 6,5 Prozent der Bevölkerung spanischer oder lateinamerikanischer Abstammung. 
32,1 Prozent der Bevölkerung waren unter 18 Jahre alt, 60,2 Prozent waren zwischen 18 und 64 und 7,7 Prozent waren 65 Jahre oder älter. 50,4 Prozent der Bevölkerung war weiblich.
Das mittlere jährliche Einkommen eines Haushalts lag bei 68.833 USD. Das Pro-Kopf-Einkommen betrug 24.850 USD. 7,8 Prozent der Einwohner lebten unterhalb der Armutsgrenze.